# Dája Bedáňová
Dája Bedáňová (Ostrava, 9 marzo 1983) è un'ex tennista ceca.

## Biografia
Figlia di Jan e Alena, ha una sorella di nome Lucie. Nel 1999 vinse l'US Open 1999 - Doppio ragazze in coppia con Iroda Tulyaganova mentre la trovò avversaria nel torneo di Wimbledon 1999 - Doppio ragazze dove batté lei e Tetjana Perebyjnis  6-1, 2-6, 6-2: nell'occasione la partner era María Emilia Salerni e le due vinsero anche il torneo.
Nel 2000 prese parte alle Olimpiadi di Sydney, dove uscì subito al primo turno.
Nel 2001 si fermò al quarto turno all'Australian Open 2001 - Singolare femminile perdendo contro Serena Williams mentre all'US Open 2001 - Singolare femminile arrivò ai quarti di finale venendo poi sconfitta da Martina Hingis
Si è ritirata precocemente nel 2005. Era arrivata ad essere sedicesima nel ranking WTA il 29 luglio 2002.

## Statistiche

### Risultati in progressione
| Sigla | Risultato               |
| ----- | ----------------------- |
| V     | Vincitore               |
| F     | Finalista               |
| SF    | Semifinalista           |
| O     | Oro olimpico            |
| A     | Argento olimpico        |
| SF    | Bronzo olimpico         |
| QF    | Quarti di Finale        |
| 4T    | Quarto turno            |
| 3T    | Terzo turno             |
| 2T    | Secondo turno           |
| 1T    | Primo turno             |
| RR    | Round Robin             |
| LQ    | Turno di qualificazione |
| A     | Assente                 |
| ND    | Non disputato           |

| Legenda superfici    |
| -------------------- |
| Cemento              |
| Terra battuta        |
| Erba                 |
| Superficie variabile |

#### Singolare nei tornei del Grande Slam
| Torneo          | 2000 | 2001 | 2002 | 2003 | 2004 | 2005 |
| --------------- | ---- | ---- | ---- | ---- | ---- | ---- |
| Australian Open | A    | 4T   | 2T   | 2T   | A    | A    |
| Open di Francia | A    | 3T   | 1T   | 1T   | A    | A    |
| Wimbledon       | 1T   | 1T   | 3T   | 2T   | A    | A    |
| US Open         | 1T   | QF   | 4T   | 1T   | A    | A    |

#### Doppio nei tornei del Grande Slam
| Torneo          | 2000 | 2001 | 2002 | 2003 | 2004 | 2005 |
| --------------- | ---- | ---- | ---- | ---- | ---- | ---- |
| Australian Open | A    | A    | QF   | 1T   | 1T   | A    |
| Open di Francia | A    | A    | 3T   | 1T   | A    | A    |
| Wimbledon       | A    | A    | 1T   | 3T   | A    | A    |
| US Open         | A    | 3T   | 1T   | 2T   | A    | A    |

#### Doppio misto nei tornei del Grande Slam
| Torneo          | 2000 | 2001 | 2002 | 2003 | 2004 | 2005 |
| --------------- | ---- | ---- | ---- | ---- | ---- | ---- |
| Australian Open | A    | A    | 2T   | A    | A    | A    |
| Open di Francia | A    | A    | A    | A    | A    | A    |
| Wimbledon       | A    | A    | 2T   | A    | A    | A    |
| US Open         | A    | A    | A    | A    | A    | A    |

## Vittorie contro giocatrici top 10
| Stagione | 2000 | 2001 | 2002 | Totale |
| -------- | ---- | ---- | ---- | ------ |
| Vittorie | 1    | 2    | 1    | 4      |

| #    | Giocatrice       | Ranking | Evento                                 | Superficie    | Turno | Punteggio        | Rank. DBR |
| ---- | ---------------- | ------- | -------------------------------------- | ------------- | ----- | ---------------- | --------- |
| 2000 |                  |         |                                        |               |       |                  |           |
| 1.   | Nathalie Tauziat | 8       | East West Bank Classic, Los Angeles    | Cemento       | 1T    | 6-3, 6-4         | 113       |
| 2001 |                  |         |                                        |               |       |                  |           |
| 2.   | Monica Seles     | 8       | US Open, New York                      | Cemento       | 4T    | 7-5, 4-6, 6-3    | 37        |
| 3.   | Amélie Mauresmo  | 6       | Kremlin Cup, Mosca                     | Sintetico (i) | 2T    | 6-2, 6(6)-7, 6-4 | 28        |
| 2002 |                  |         |                                        |               |       |                  |           |
| 4.   | Jelena Dokić     | 8       | International Women's Open, Eastbourne | Erba          | 2T    | 6-4, 1-6, 6-2    | 28        |